# Groeve Mathus

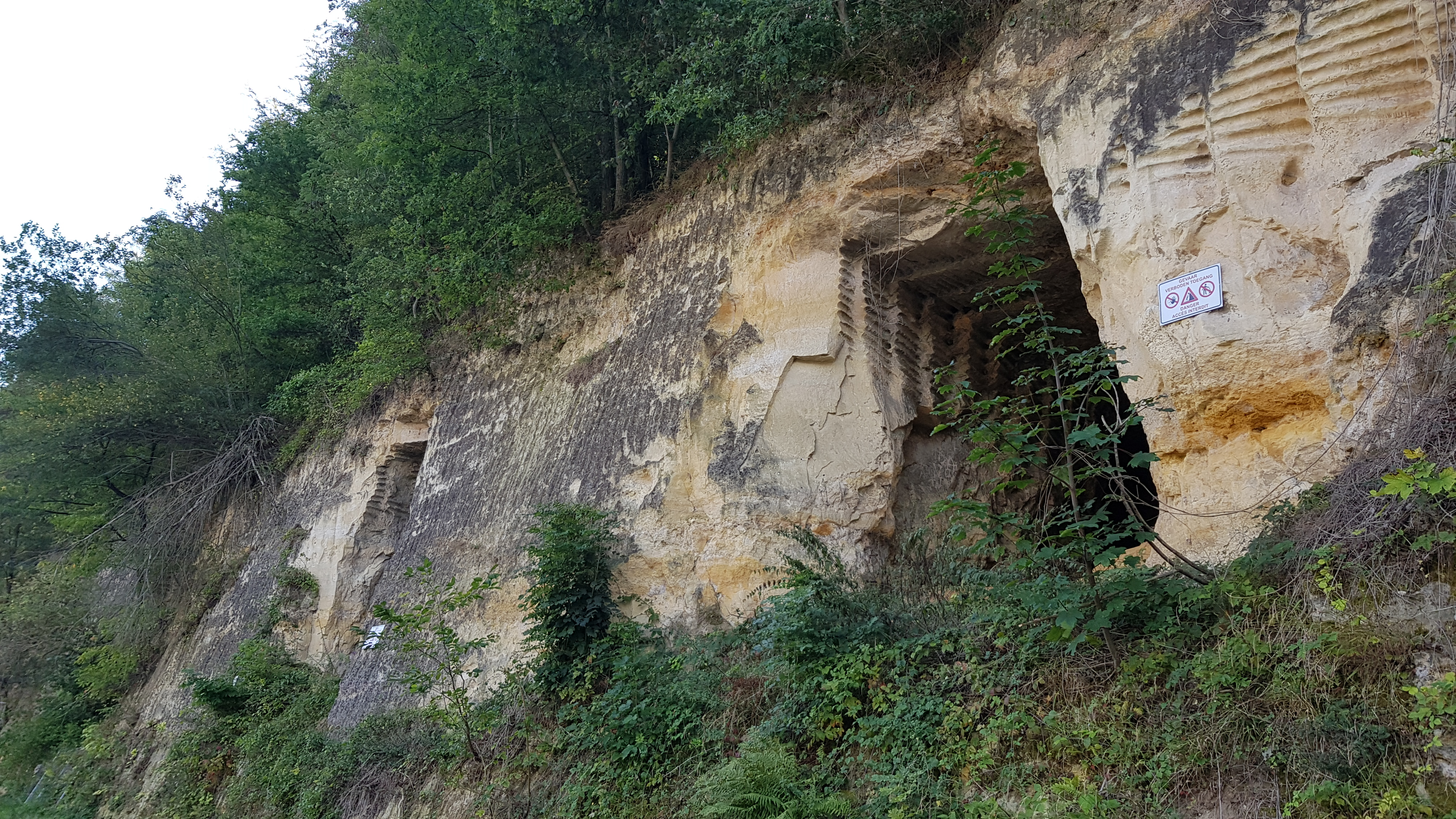
Enkele van de aangesneden gangen van Groeve Mathus

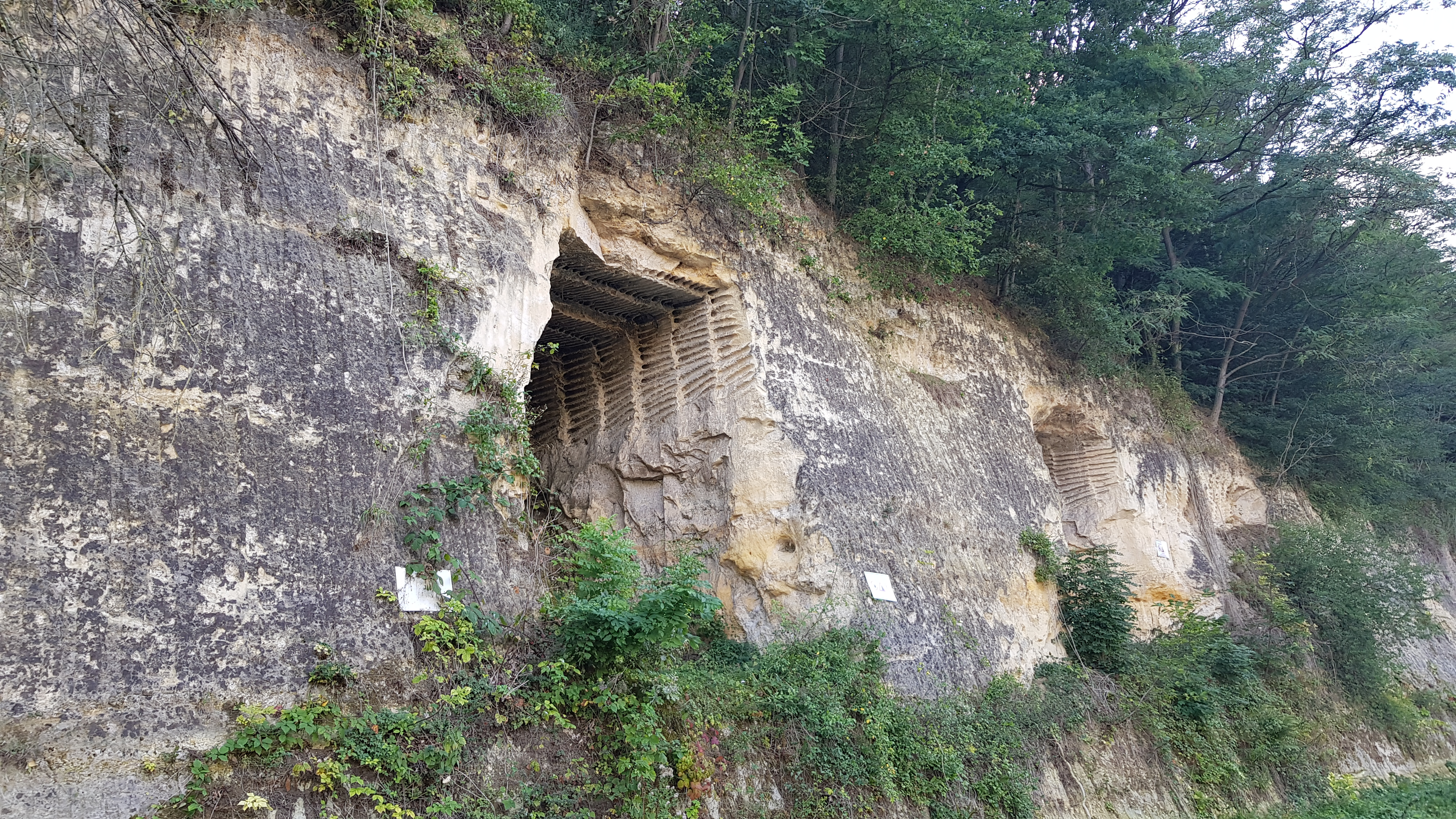
Enkele van de aangesneden gangen van Groeve Mathus

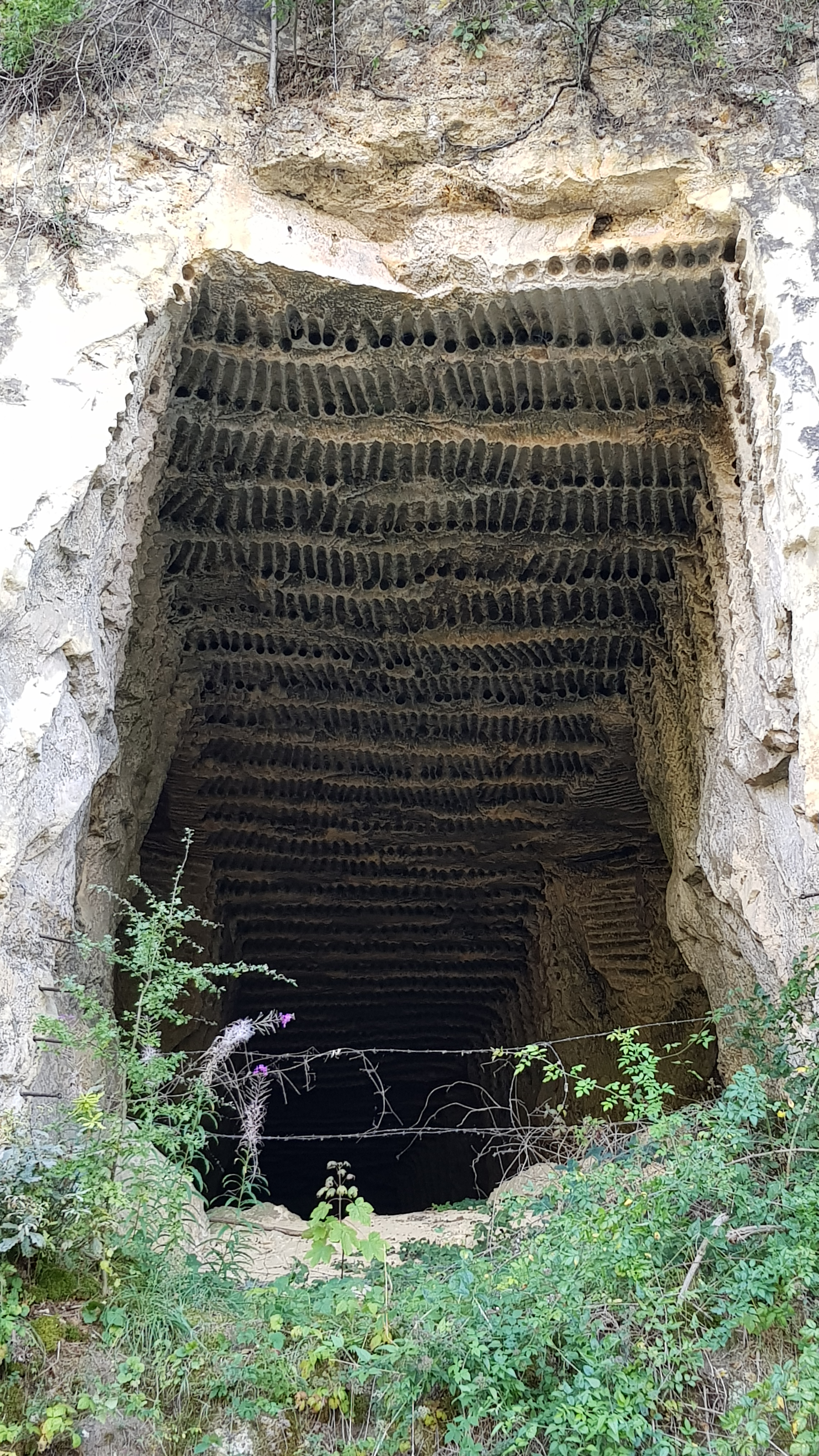
De sporen van de boormethode zijn in de gangen goed te zien

De Groeve Mathus, Werken van Mathus of Werken van Mathuus is een Limburgse mergelgroeve in de Belgische gemeente Riemst. De ondergrondse groeve ligt ten westen van Kanne aan het Albertkanaal aan de Trekweg Cavei.
Op ongeveer 500 meter naar het zuidoosten ligt de Mergelgroeve van Kanne aan het Avergat en ten noordwesten liggen aan de overzijde van het Albertkanaal de Groeve De Nieuwe Keel en de Groeve De Keel.

## Geschiedenis
In de jaren na de Tweede Wereldoorlog werd kalksteen uit kalksteengroeves niet alleen gebruikt voor het bemergelen van akkers en de kalksteenblokken om gebouwen mee te bouwen, ook werd kalk op grote schaal gebruikt in de glasindustrie. Deze industrie zorgde ervoor dat er bij Kanne twee kalksteengroeves werden aangelegd, namelijk de Groeve Mathus en de Groeve De Keel. De groeve is vernoemd naar ingenieur Louis Mathus (1900-1959) die in Kanne woonde en de groeve exploiteerde. In 1948 begon men met de ontginning van de groeve in opdracht van een glasfabriek uit Leerdam.
In 1959 overleed Louis Mathus en de heer Jansen (van de NEKAMI-groeve) nam de exploitatie van de groeve over.
In 1962 werd de exploitatie van de groeve stopgezet en werd er geen kalksteen meer gewonnen. In veertien jaar tijd werd een gangenstelsel uitgegraven met een oppervlakte van acht hectare. Snel na het stopzetten werd de groeve in gebruik genomen als champignonkwekerij.
In de jaren 1970 werd het Albertkanaal verbreed en daarbij verdween een deel van het gangenstelsel in de klauwen van de graafmachines. Als gevolg hiervan en in combinatie met het storten van dekgronden bovenop de Auberg, stortte het achterste gedeelte van de groeve in. (Net zoals dit met het gangenstelsel onder D'n Observant gebeurde.) Bij de aanleg van het kanaal werden er aan de zijkanten grote stalen profielen aangebracht die door een heimachine de bodem in werden geheid. Door al dit gehei ontstonden er scheuren in het kalksteen waardoor de groeve zeer instabiel werd. Door de verbreding van het kanaal zijn er iets van twintig gangen aangesneden waardoor er continu een koude tocht door de gangen waait. Het gevolg hiervan is dat de kalksteen sterk uitdroogt en dat laat brokstukken loskomen en mergelstof van de wanden dwarrelen.

## Ontginningsmethode
De ontginning van de kalksteen vond in de beginfase plaats door middel van een zaag en een stootbeitel. Deze methode werd slechts in een viertal gangen toegepast. Deze techniek kostte veel tijd en men schakelde al gauw over op de boor-zaag-schietmethode en daarna volledig op boren. Het boren gebeurde met een elektrische boor met een diameter van tien centimeter en in de groeve legde men een elektriciteitskabel aan om de boor aan te drijven. De ontginning door middel van boren vond doorgaans plaats in een werkploeg bestaande uit vijf personen. Van deze vijf had een de taak om te boren en om te schieten, de schietmeester, terwijl de andere vier zorgden dat de kalksteen op lorries werd geladen, over rails vervoerd werd naar een installatie op de kanaalkade waar de kalksteen werd gebroken en gezeefd en aan het Albertkanaal vervolgens op een schip werd geladen. In de breek- en zeefinstallatie werden de brokken kalksteen gemalen en werd de silex en andere onzuiverheden uit de kalksteen gehaald.
In fase 1 begon men met boren in een blinde muur, waarbij men langs het plafond veertig boringen deed van een meter diep en aan de linkerkant en rechterkant elk nog eens 12-15 boringen van een meter diep. (Dieper boren vergrootte de kans op een vastlopende boor en dat was gevaarlijk.) Daarna boorde men ter hoogte van de laagste boorgaten nog eens drie keer. In elk van deze laagste gaten plaatste men twee patronen springstof, die synchroon werden ontstoken. Vervolgens werden de brokken kalksteen afgevoerd. Met deze werkwijze werd een gangprofiel verkregen van vier meter breed, anderhalve meter hoog en een meter diep. Dit deed men vier keer achter elkaar om zo een gang te krijgen van vier meter lang. Het boren zelf gebeurde schuin om de gang even breed en hoog te houden, waardoor er om de meter een verspringing in de wand te zien is.
In fase 2 ging men de gang anderhalve meter uitdiepen onder het vloerniveau van de gang. Op anderhalve meter onder de vloer boorde men twee gaten en men boorde twee gaten aan de zijkant. Indien men op een hardere laag was gestuit werden er eventueel meer boorgaten gemaakt en gevuld met springstof. Vervolgens liet men springstof ontsteken. Na het afvoeren van de losse kalksteen herhaalde men dat nog drie keer achter elkaar, waardoor er een gang was van drie meter hoog, vier meter breed en vier meter diep.
In fase 3 herhaalde men met procedé van fase 3 en diepte men de gang nog eens anderhalve meter uit.
In fase 4 herhaalde men dat nog eens met anderhalve meter en eventueel nog eens met nog eens anderhalve meter. De hoogte van de gangen stond niet vast, maar was afhankelijk van hoe hard de kalksteen was, de kwaliteit van de kalksteen en de eventuele tegengekomen storingen.
In de jaren 1960 werden er links in de groeve (in het zuidoosten) door Harrie Vrijens in enkele gangen kalksteenblokken uitgezaagd volgens de Sibbermethode.

## Groeve
De groeve had een oppervlakte van acht hectare, waarvan ongeveer nog maar de helft bestaat als gevolg van afgravingen en instortingen. Door de afgravingen zijn er ongeveer twintig gangen van de groeve aangesneden in de mergelwand langs het Albertkanaal en is de oorspronkelijke ingang verdwenen. Aan de ingang bevonden zich vroeger opschriften en tekeningen. De rest van het gangenstelsel heeft op moderne graffiti na amper opschriften, behalve die door de champignonkwekers op de wanden aangebracht zijn. Van de champignonkwekers resteren ook nog wat waterbakken en oude champignonmest. Verder zijn er nog enkele bevestigingspunten voor elektriciteitskabels te zien. Door de ontginningsmethode en de historie is de groeve landschappelijk gezien erg eentonig.
Het gebied van de groeve is eigendom van CBR.

## Biologie
In vergelijking met andere kalksteengroeves is de Groeve Mathus kouder door de koude lucht die door de vele openingen in- en uitwaait. In een strenge winter kan dit er voor zorgen dat de temperaturen tot onder vriespunt daalt. Dit maakt de groeve voor koude-minnende vleermuissoorten een prima verblijfplaats, zoals voor de watervleermuis, baardvleermuis, grootoorvleermuis en franjestaart. Ook worden hier jaarlijks dwergvleermuizen aangetroffen.